# 石切剣箭神社

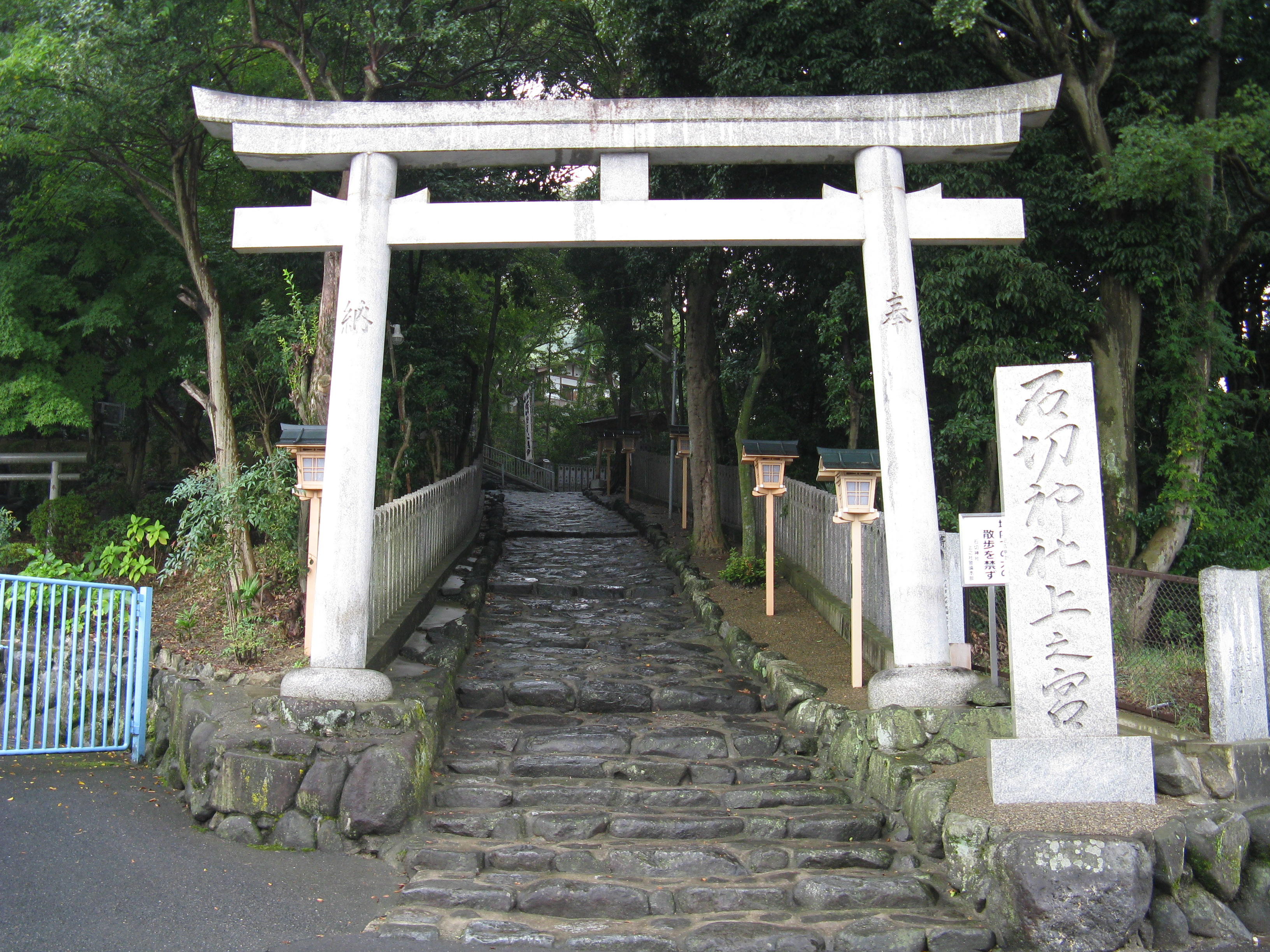
上之社

石切劔箭神社（いしきりつるぎやじんじゃ）は、大阪府東大阪市東石切町にある神道石切教の神社。 延喜式神名帳に記載されている河内郡の式内社・「石切劔箭命神社二座」。旧社格は村社。

## 歴史
「石切さん」「でんぼ（腫れ物）の神様」として親しまれ、本殿前と神社入り口にある百度石の間を行き来するお百度参りが全国的に有名。創建年代は、火災により社殿及び宝庫が悉く消失したため詳らかではないが、代々の社家「木積」家には、皇紀2年に生駒山中の宮山に可美真手命が饒速日尊を奉祀されたのを神社の起源とし、崇神天皇の御世に現本社に可美真手命が奉祀されたと伝わる。現在確認できる文献では、日本三代実録（巻十一）に「貞観7年（865年）9月22日に河内国正六位の石切劔箭神社従五位下を授く」との記述がみられ、延喜式神名帳にも「石切劔箭命神社二座」とみられる。
室町時代末期に兵火にかかり、神宮寺であった天台宗法通寺とともに社殿を焼失する。
その後復興したが、宮山の地にあった祭祀の場はいつの頃か現上之社の場所に遷された。
明治時代になると村社に列せられた。1905年（明治38年）には饒速日尊が現在の本社本殿に合祀されている。その後も、上之社のあった土地は、奥の院として信仰を集め、いよいよ再興の気運が高まり、1932年（昭和7年）に解体保存されていた本社の旧本殿を上之社に移し、1972年（昭和47年）に往古の姿を取り戻した。
当社は太平洋戦争後に神道石切教を設立させ、その総本部となっている。1975年（昭和50年）には東京都文京区に分祀され「石切東京分祀」が鎮座している。
上之社の、さらに奥には「奥宮」があるが、荒廃している（元宮）。

## 祭神
- 饒速日尊（にぎはやひのみこと）
- 可美真手命（うましまでのみこと）：饒速日尊の御子

「石切大明神」と総称される。

## 境内

### 本社
- 本殿
- 神輿殿
- 神楽殿
- 禊殿
- 収納殿
- 社務所
- 庭園
- 穂積神霊社 - 1970年（昭和45年）に焼失した穂積堂（石切小学校の前身）に祀られていた御神霊を祀る。
- 一願成霊尊 - 一生に一度だけの願いを叶えて頂けるとされる。
- 穂積殿
- 穂積地蔵尊 - 神宮寺であった法通寺の地蔵尊を祀ったもの。
- 乾明神社 - 祭神：應壅乾幸護彦（おうよういぬいこうごのみこと）。應壅乾幸護大明神とされる。
- 菱水会館
- 神武社 - 祭神：神武天皇
- 五社明神社 - 祭神：恵比須大神、大国主大神、住吉大神、稲荷大神、八幡大神
- 崇敬会館
- 水神社 - 祭神：罔象女神（みずはのめのかみ）、天水分神（あめのみくまりのかみ）。亀の池が有名。
- 絵馬殿 - 神門でもある。

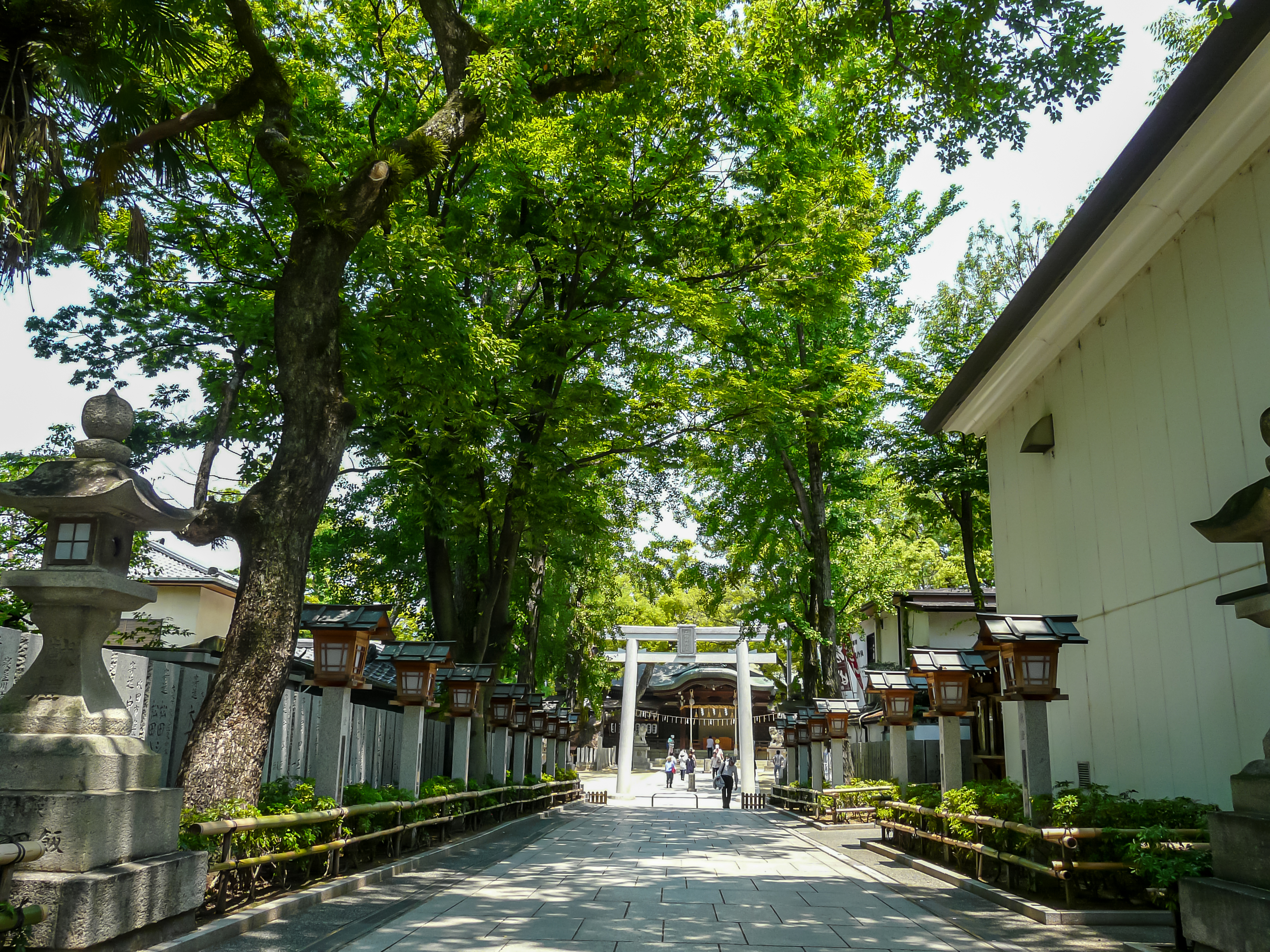
絵馬殿からの参道
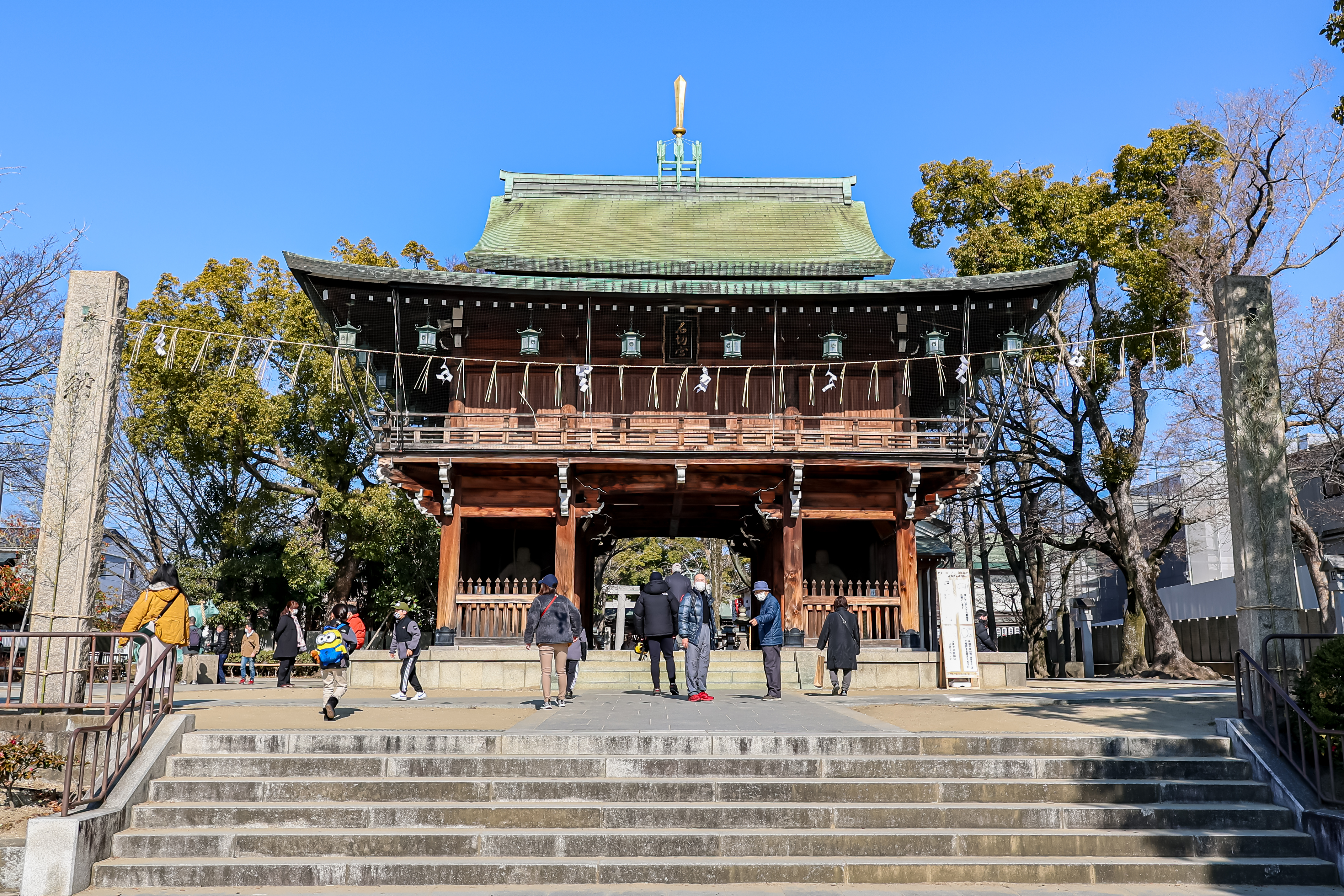
絵馬殿
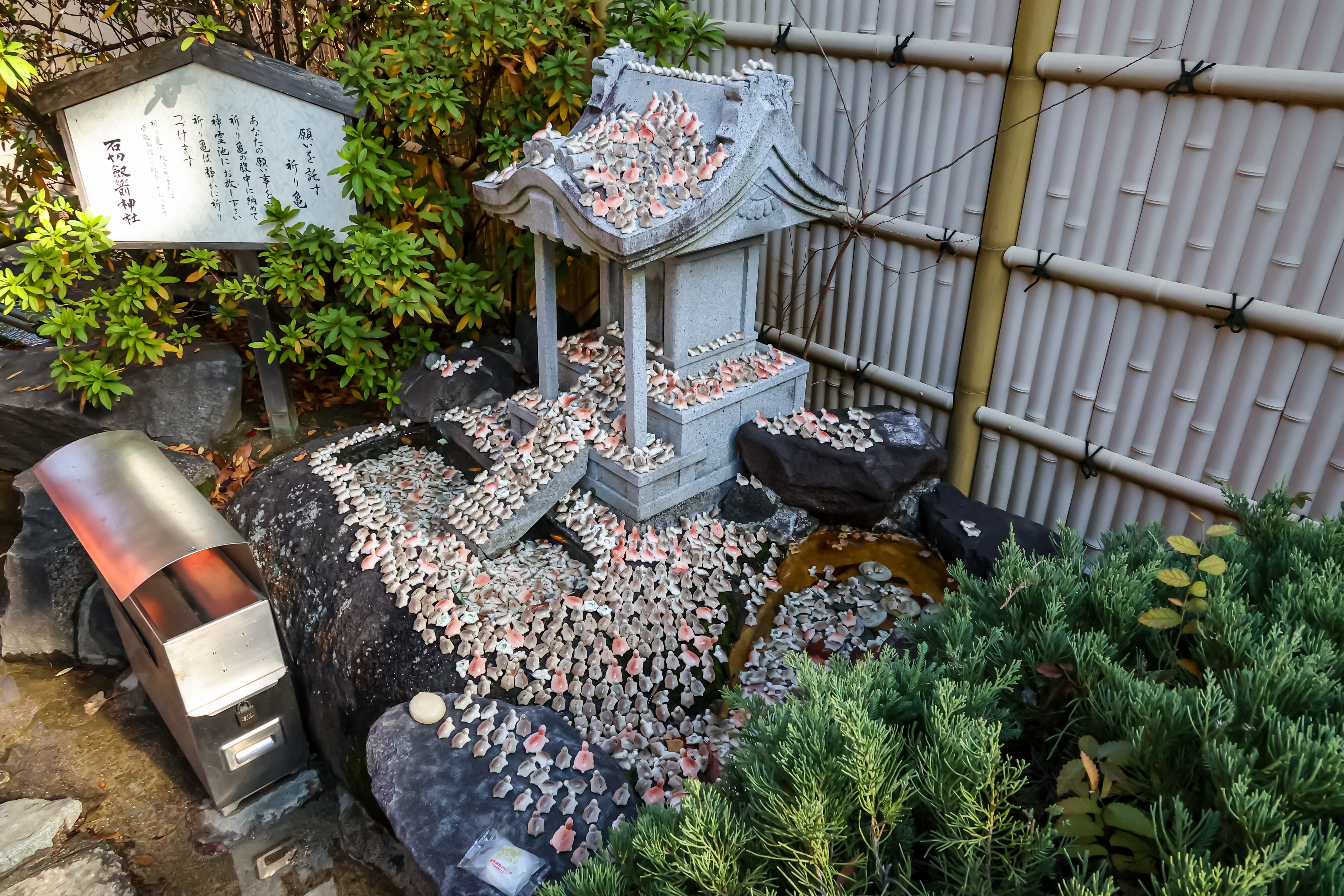
祈り亀
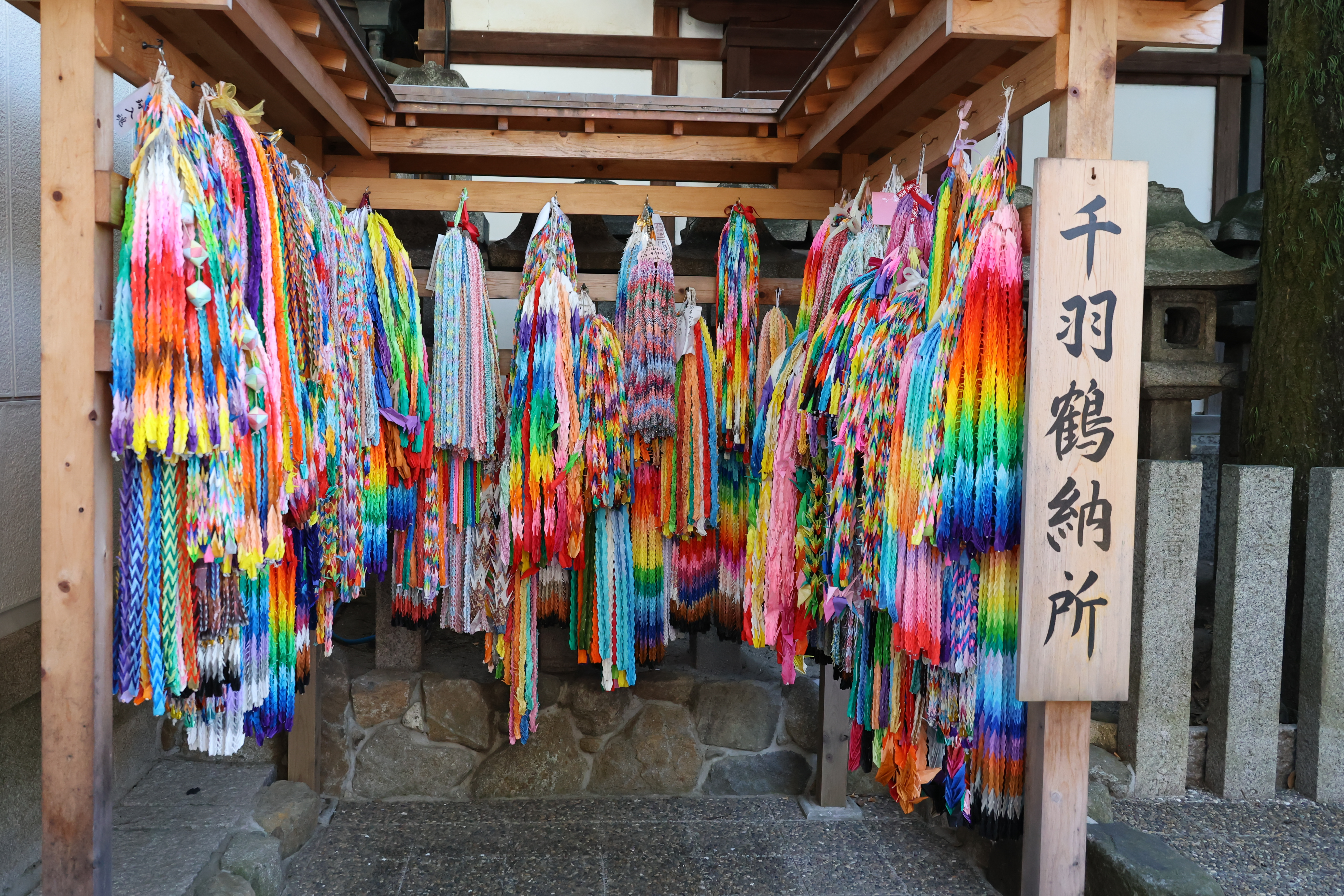
千羽鶴納所
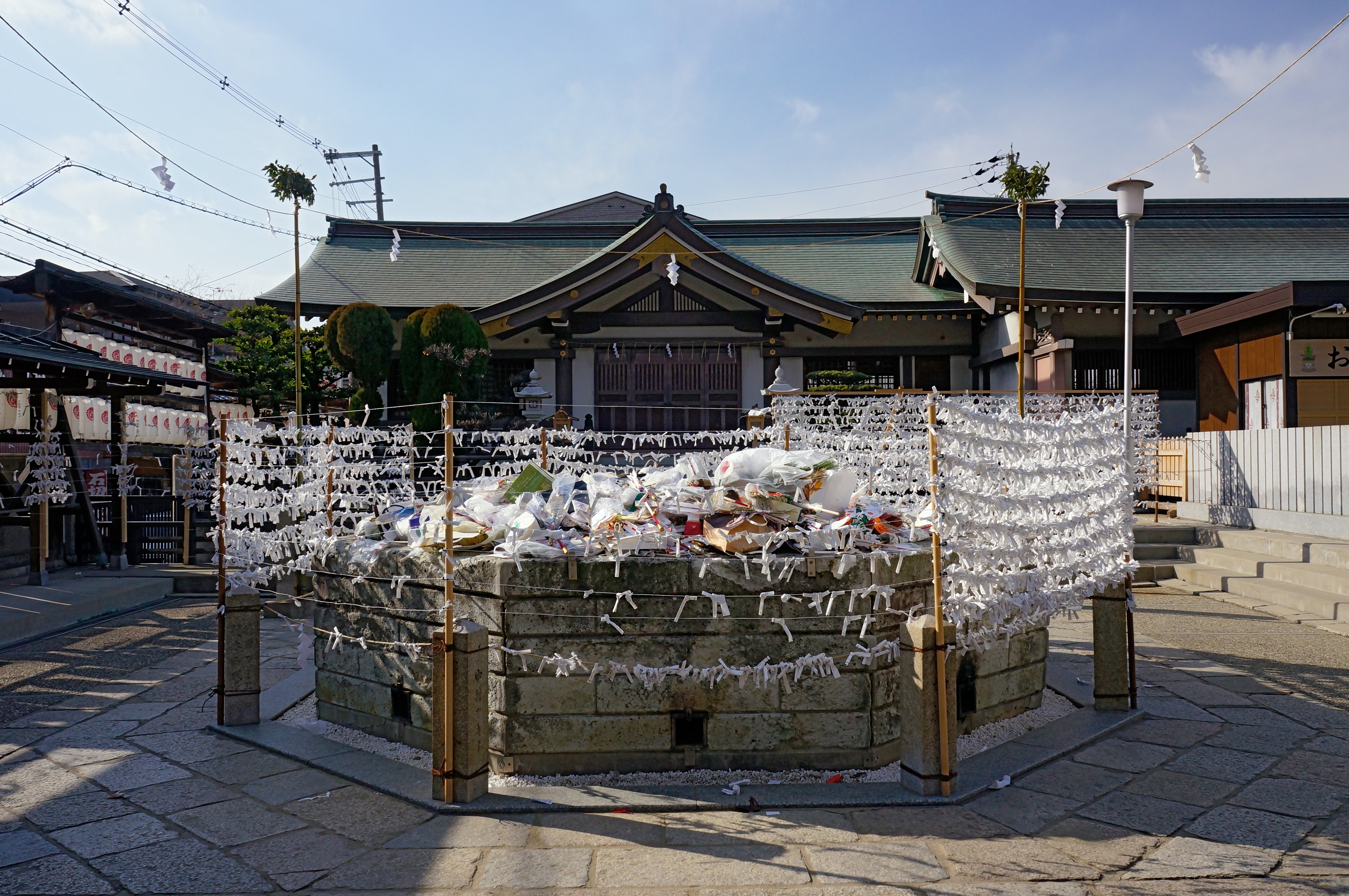
収納殿と御神火祭場
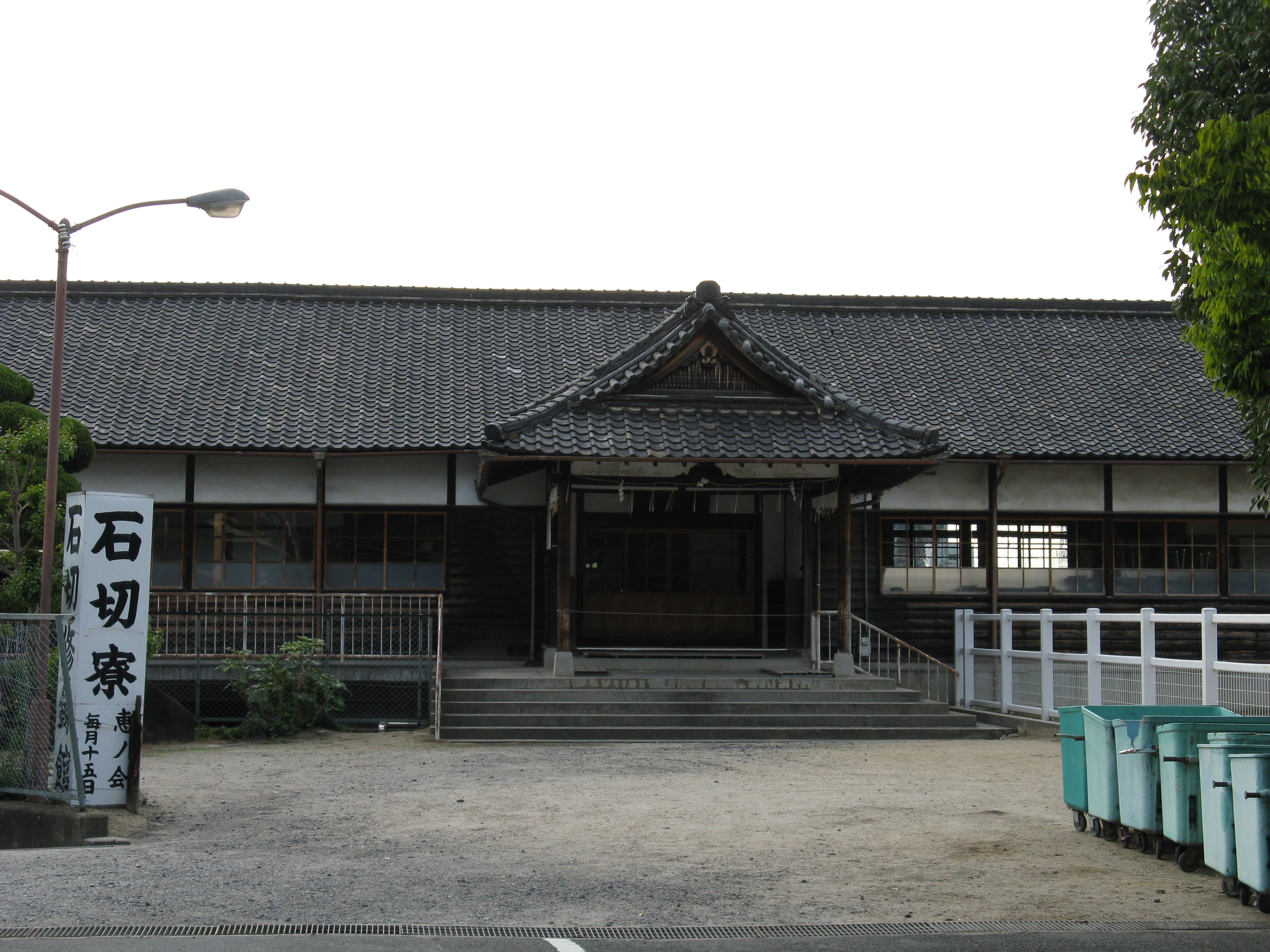
石切寮
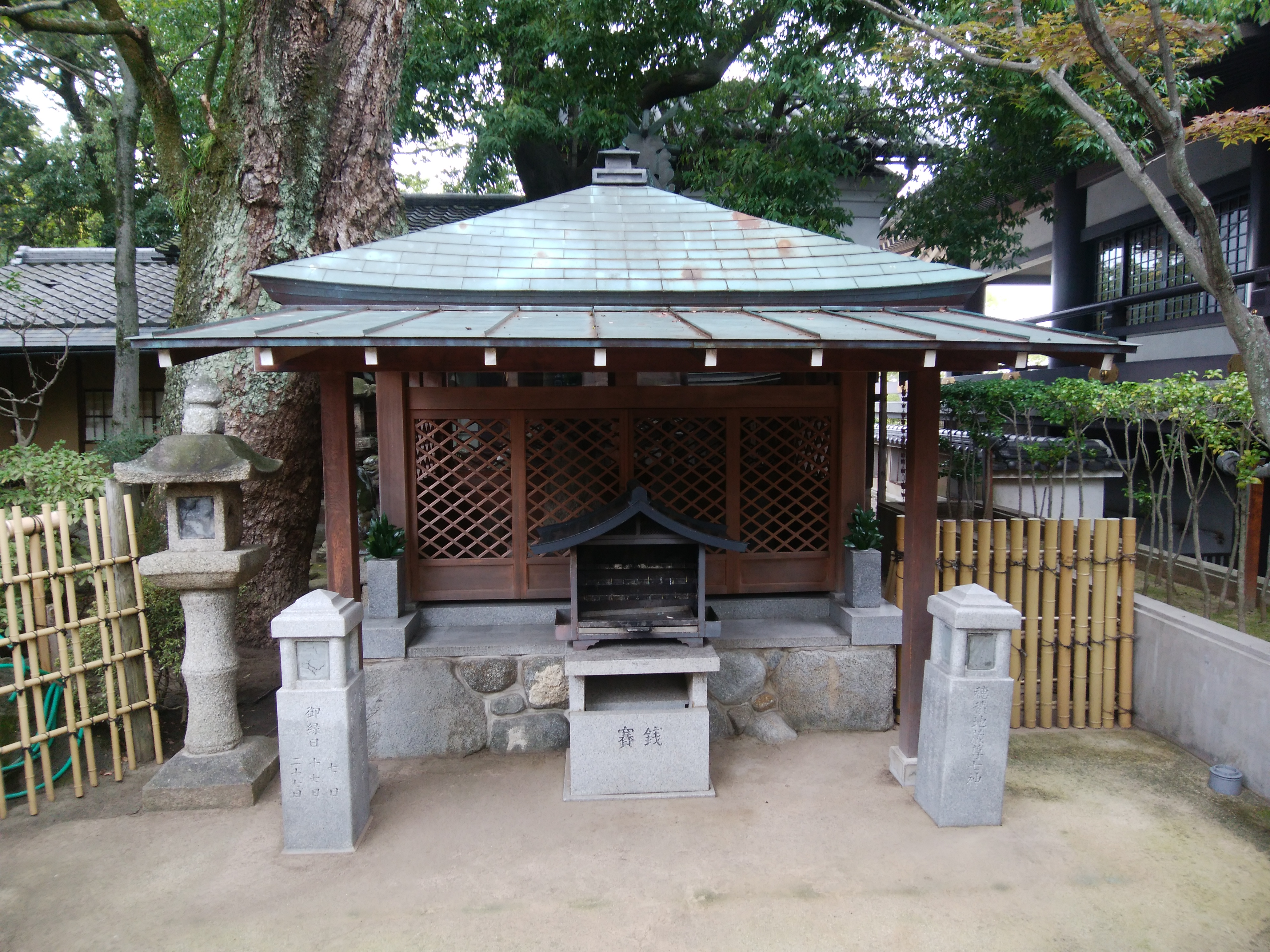
穂積地蔵尊

### 上之社

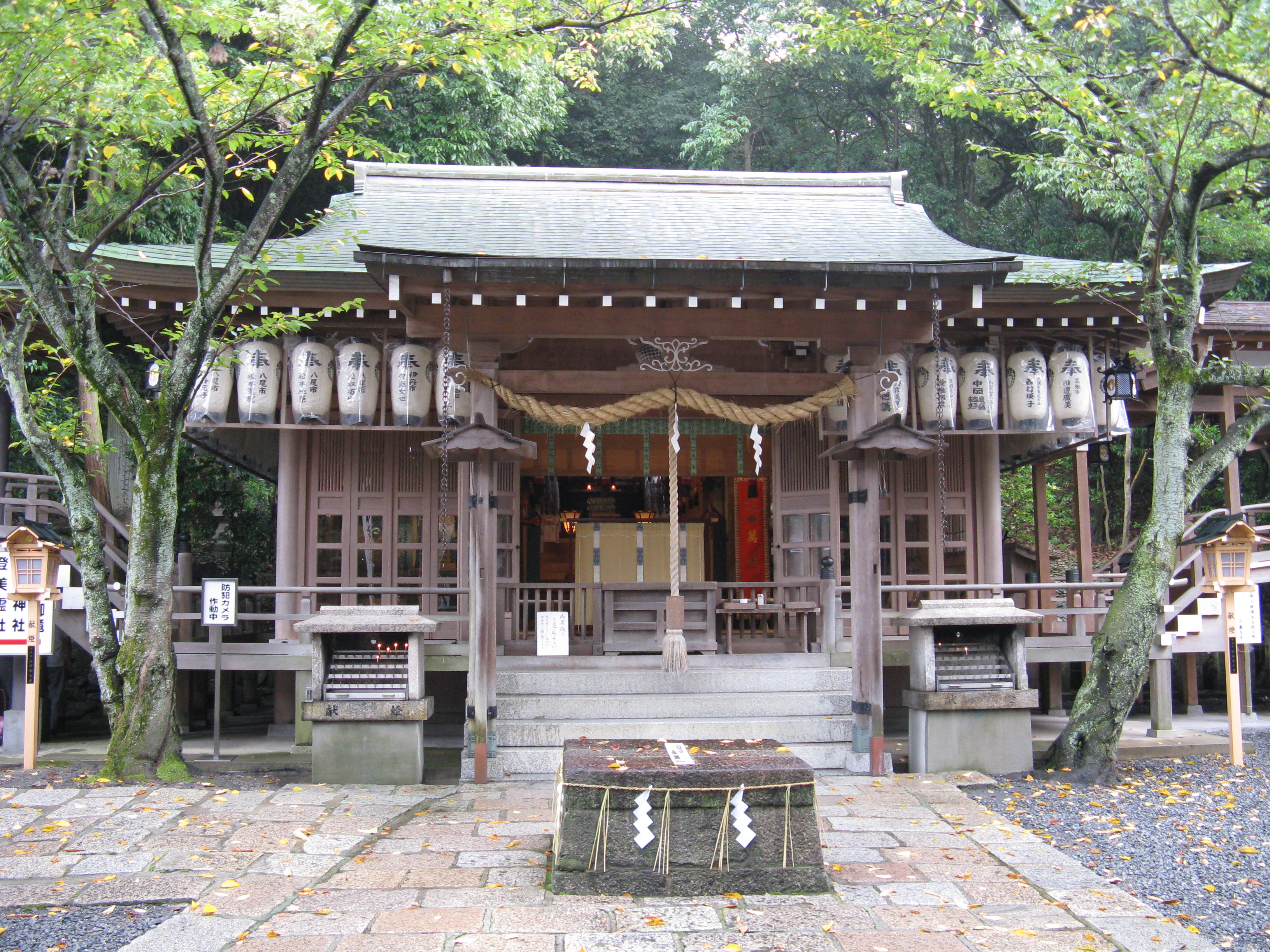
上之社本殿
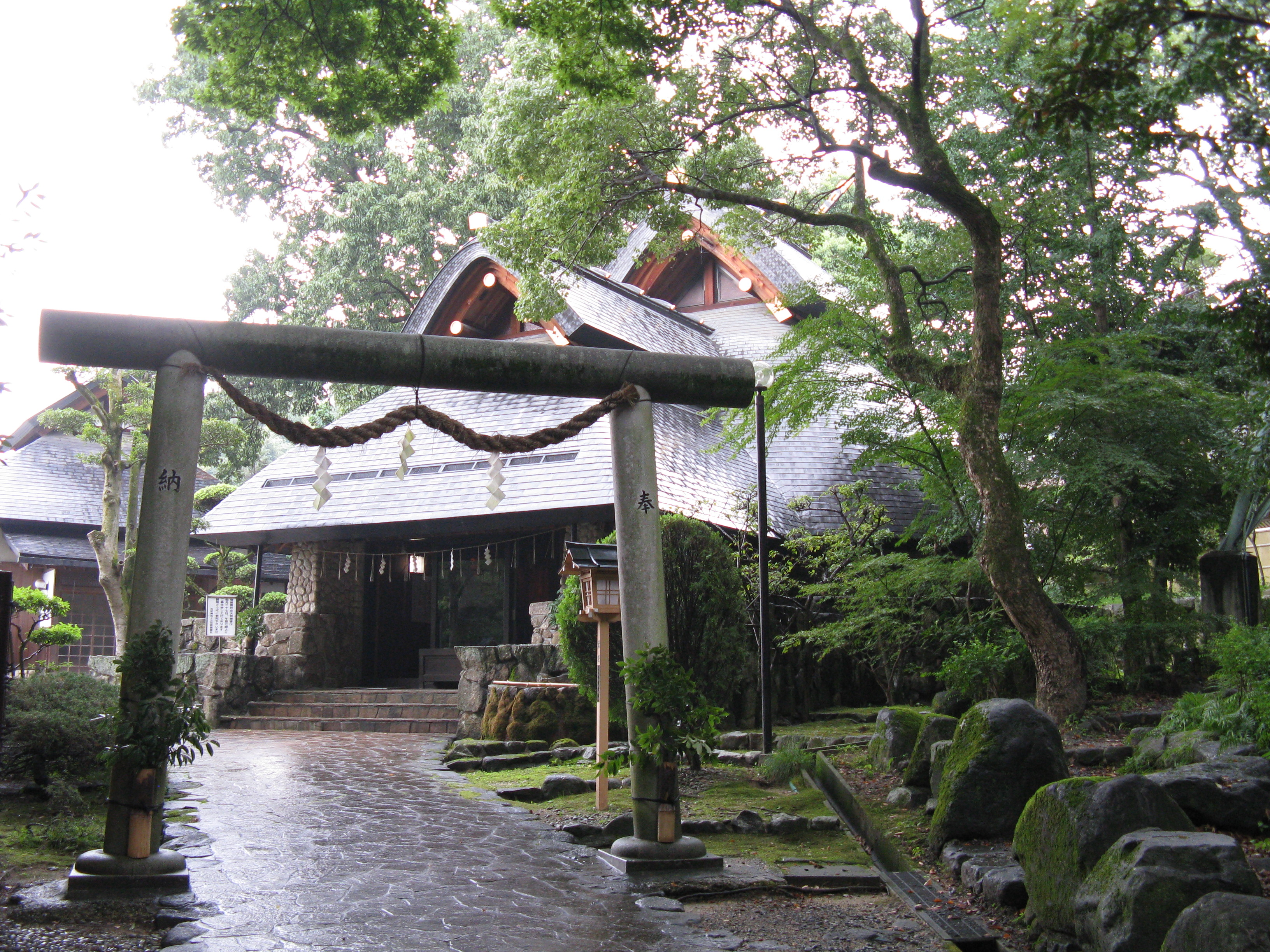
上之社拝殿
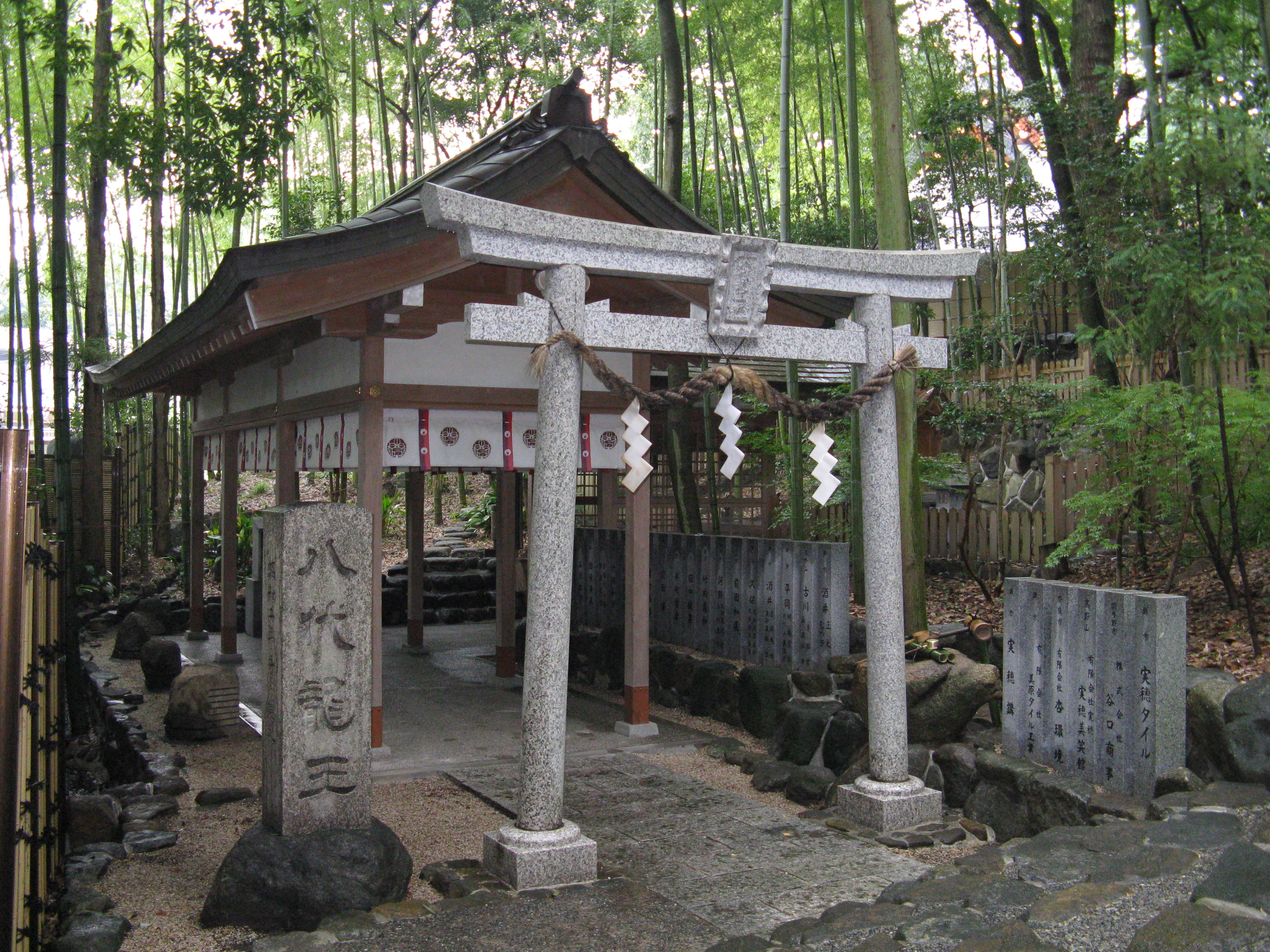
石切登美霊社 - 祭神：三炊屋媛。饒速日尊の妃神。
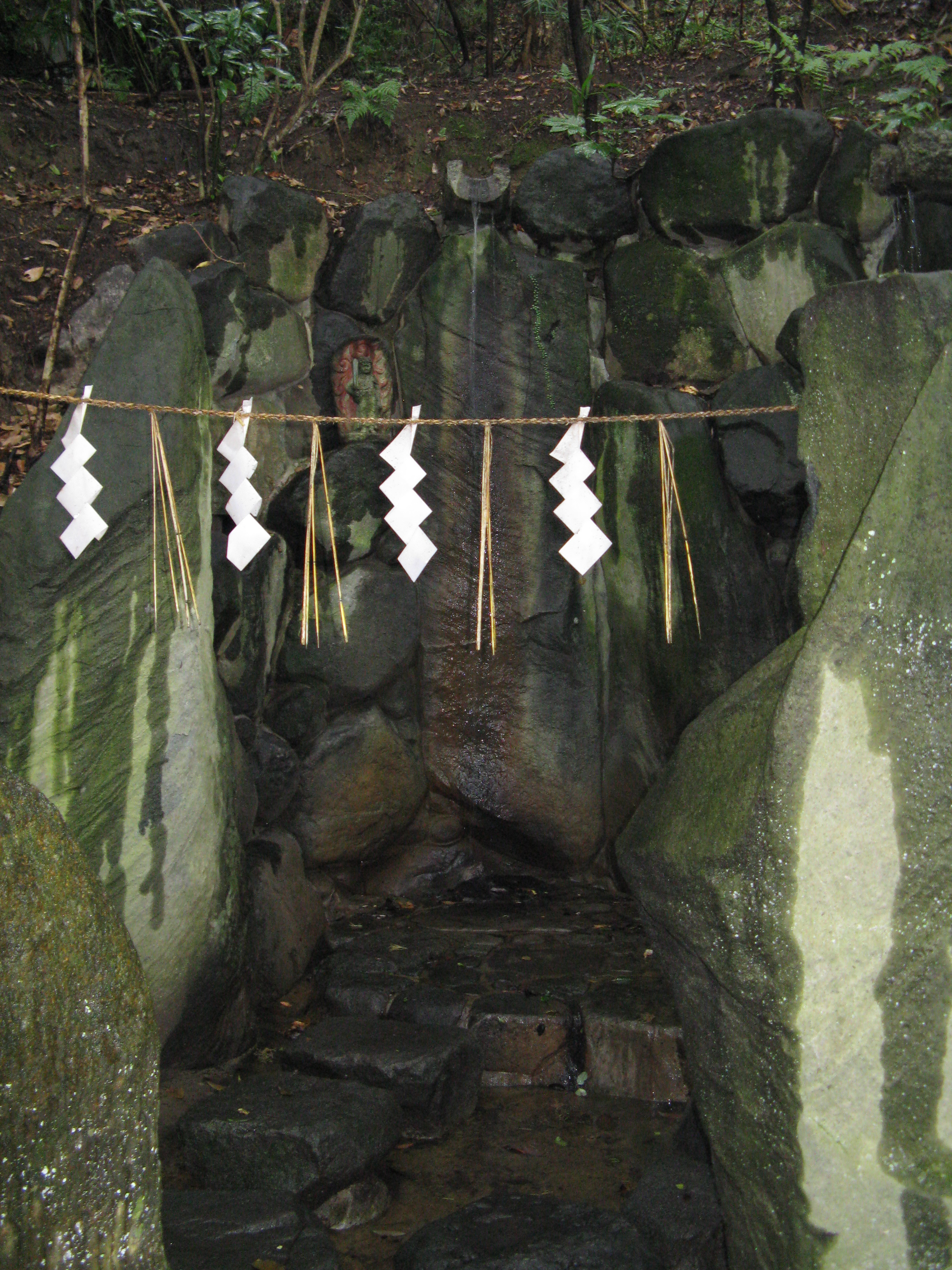
八代龍王社 - 祭神：八大龍王。
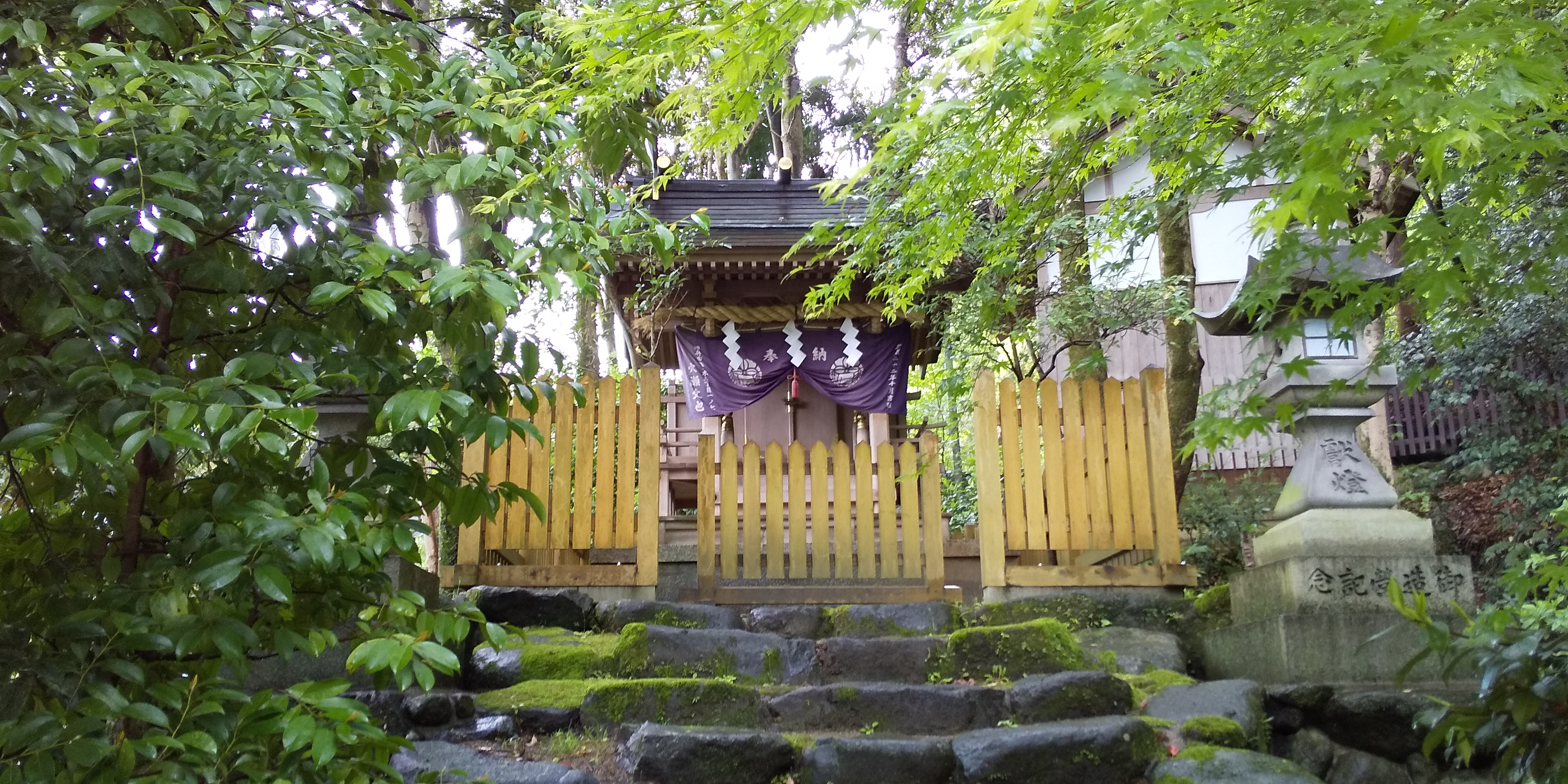
御滝
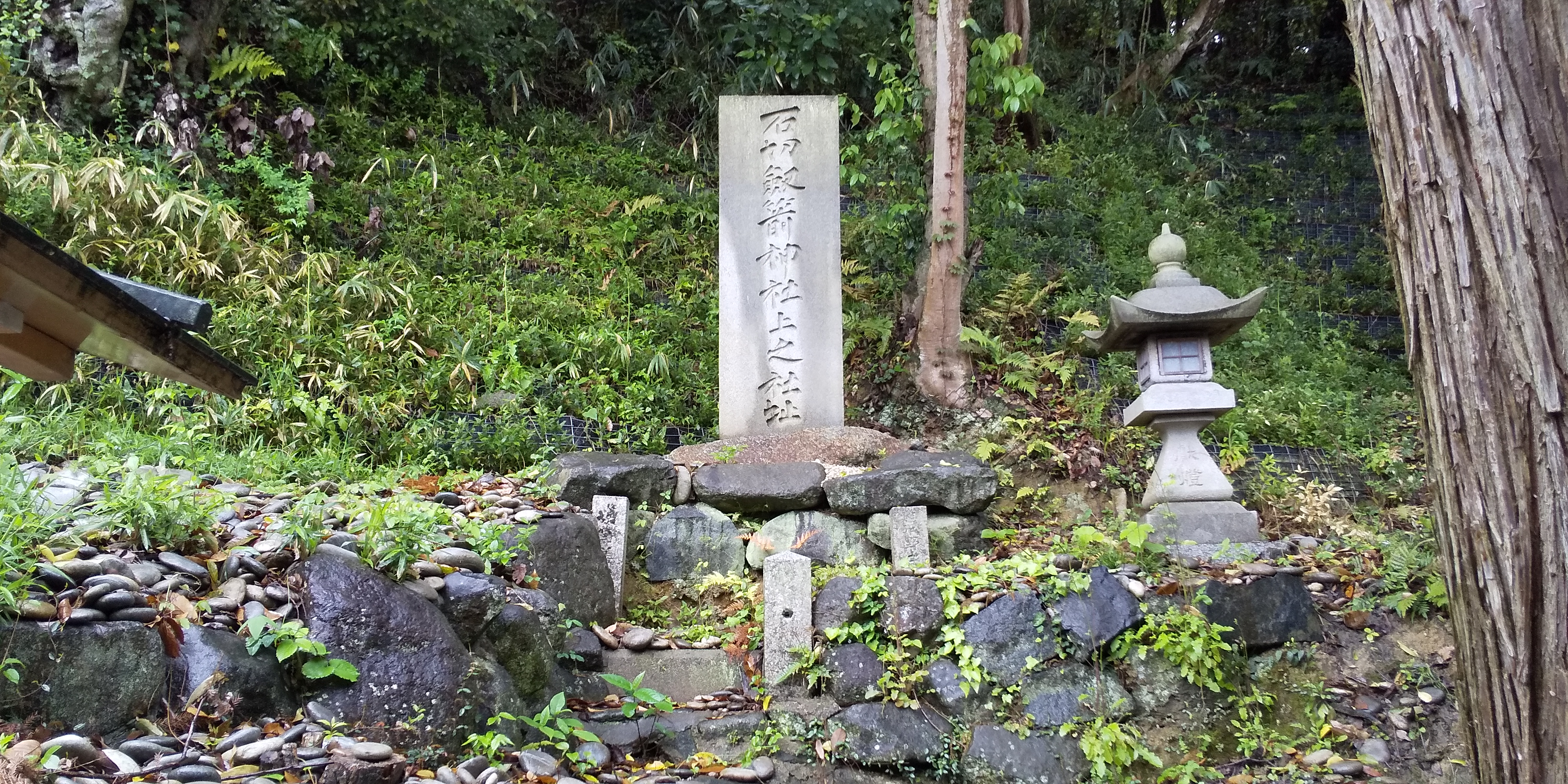
婦道神社 - 祭神：御炊屋媛、弟橘姫命。

- 上之社拝殿
- 石切登美霊社
- 八代龍王社
- 御滝
- 婦道神社
- 石切劔箭神社上之社址

## 文化財

### 重要美術品
- 太刀（石切丸） - 銘 有成。

### 大阪市指定天然記念物
- 石切劔箭神社のくす

### その他
- 太刀（小狐丸） - 銘 三条宗近。

## 年中行事
- 10月22日 秋季大祭 - 石切劔箭大神の神恩とその年の豊作に感謝御礼を捧げる祭り。22日には巫女が笛、太鼓の音とともに神笹と忌湯を使い、罪穢れを祓い清める「御湯神楽」が奉納される。大祭期間中は穂積殿宝物館で神宝が一般公開される。18-19日では氏子地区で布団太鼓が3台巡行する[1]。
- 12月31日 年越大祓式 - 大みそかの夕刻に行われる古式ゆかしい神事。1年間の罪穢れを形代に移して祓い清め、茅の輪くぐりをし、新年を迎える[1]。

## 備考
石切駅方向からの参道には商店が連なっており、占い店や漢方薬店などの多種の店が集積する。

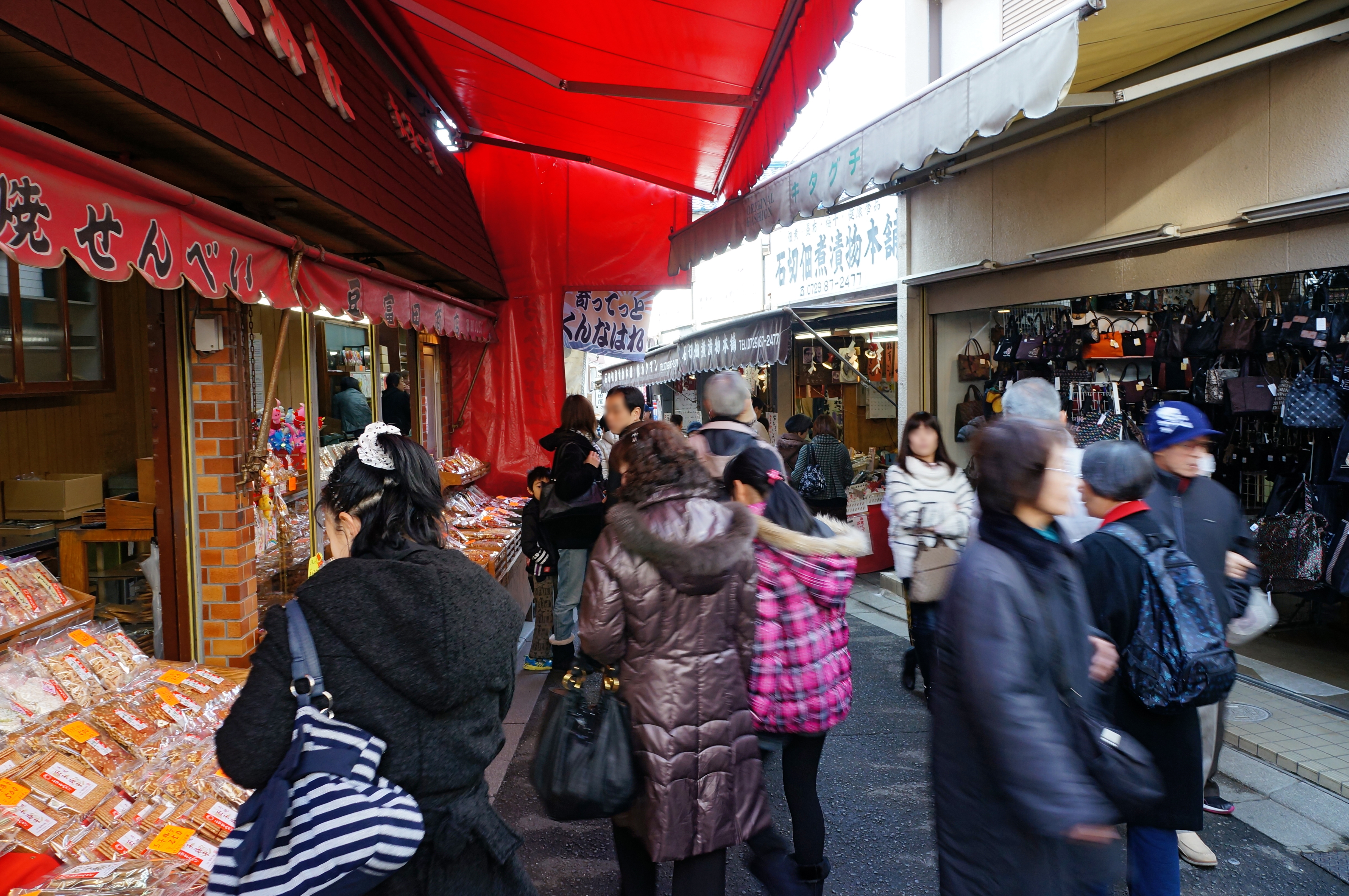
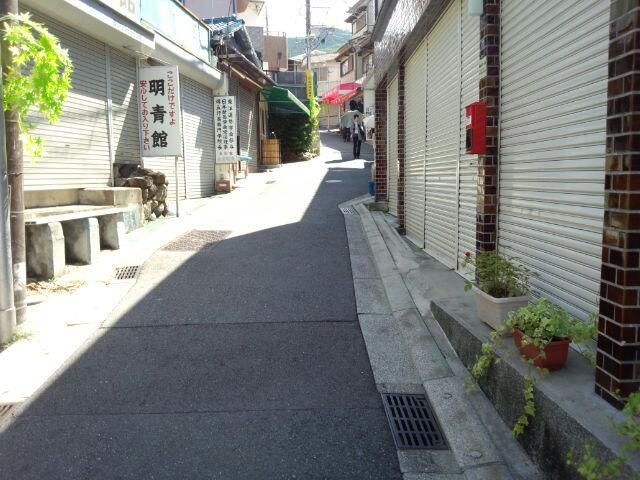
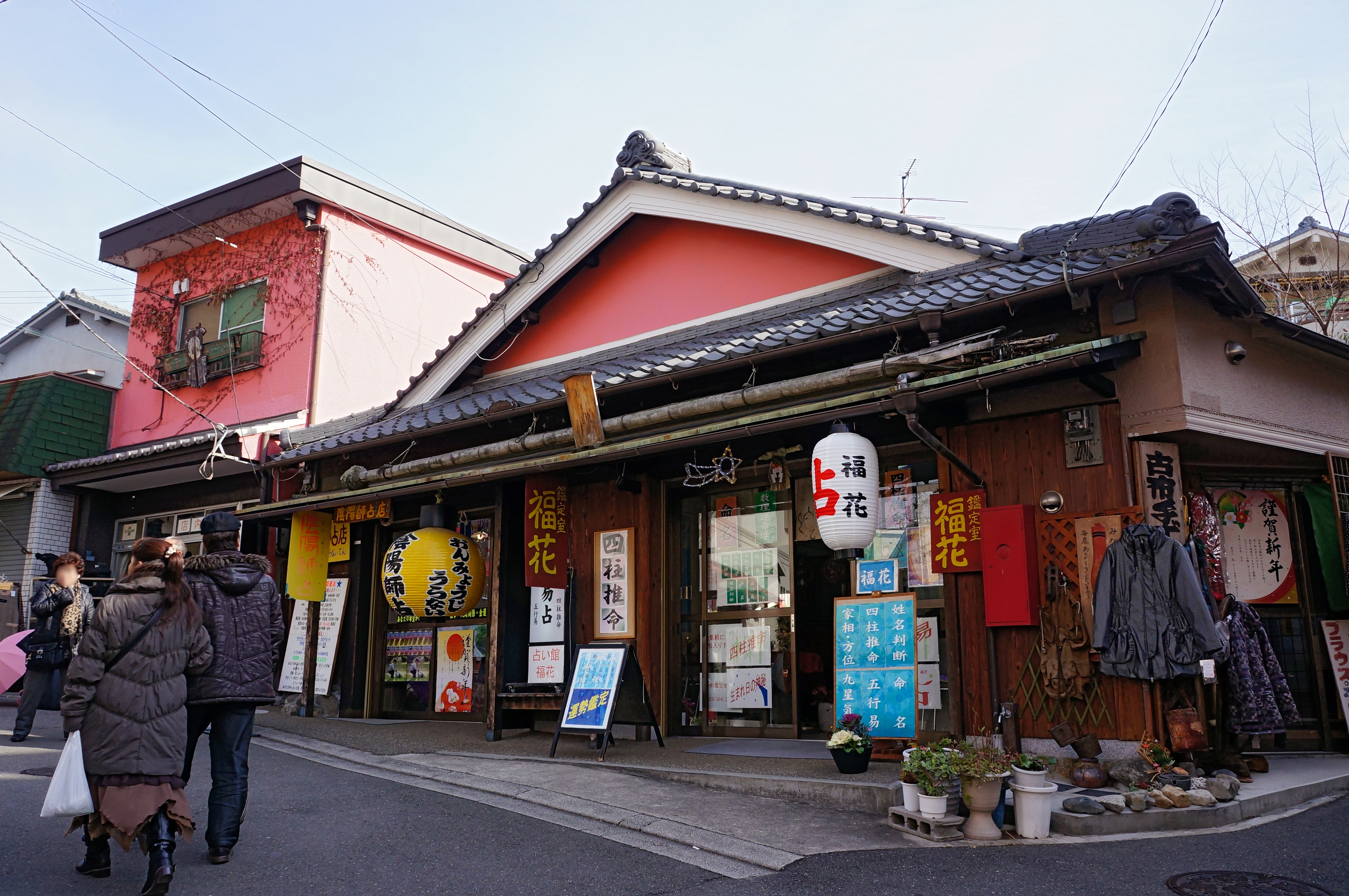

## 長髄彦との関係
神社の公式な見解には無いが、進藤治によると「石切さんは長髄彦と深いかかわりがある。」「石切さんには長髄彦がお祀りしてある。」等の口伝があるという。進藤は「石切」の音を i-si-kir・i と分解しアイヌ語で解釈することで、「長髄彦」と訳出可能であることを指摘する。同じ結論を大山元も指摘しており、「石切」 i-si-kiri はアイヌ語で「その・長い・彼の足」の意味になるという。

## 交通アクセス
- 本社
  - 近鉄けいはんな線 新石切駅から徒歩7分。
  - 近鉄奈良線 石切駅から徒歩15分。
- 上ノ宮
  - 近鉄奈良線 石切駅から徒歩7分。
  - 本社から東へ約1km、近鉄奈良線のガードをくぐって坂道を登る。